# Scandinavium

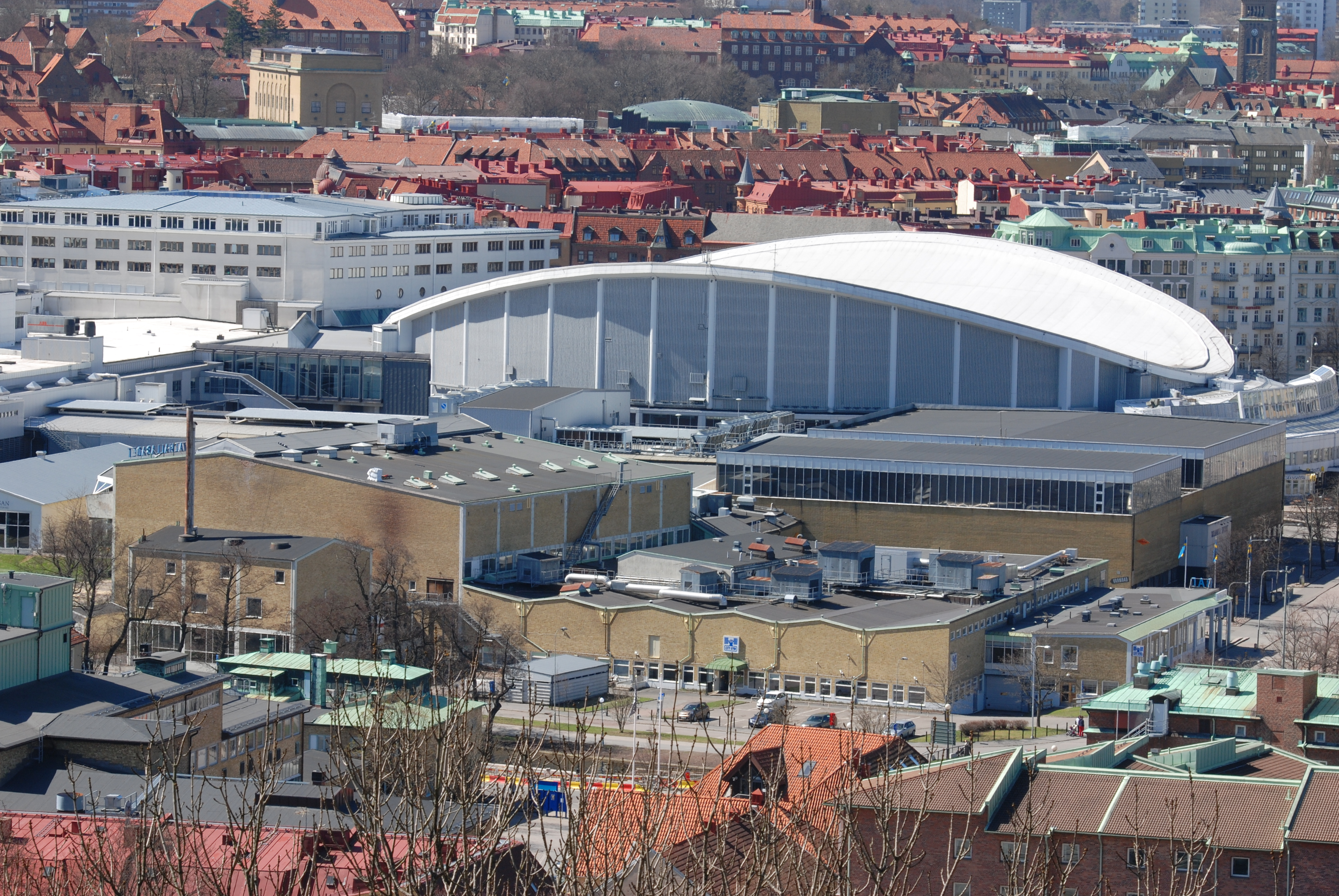
exterior del recinto.

El Scandinavium es un pabellón multiusos de la ciudad de Gotemburgo (Suecia). Fue inaugurado en 1971 con motivo del 350.º aniversario de la ciudad de Gotemburgo. Tiene una capacidad de 12.000 espectadores (que se puede ampliar hasta 14.000 en eventos musicales), convirtiéndose así en el tercer pabellón cubierto de mayor capacidad en Suecia, tras el Globen Arena de Estocolmo con 16.000 y el Malmö Arena de Malmö con 15.500 (sin contar estadios de techo retráctil como el Friends Arena o el Tele2 Arena).
Ha albergado a lo largo de su historia numerosas competiciones deportivas, ferias y exhibiciones, eventos artísticos y conciertos musicales.
En la temporada invernal es sede fija del equipo local de hockey sobre hielo Frölunda Indians. Además en sus instalaciones se han celebrado el prestigioso evento hípico anual Göteborg Horse Show y, en varias ocasiones, las semifinales y finales del Melodifestivalen (el Festival de la Canción de Suecia), así como el Festival de Eurovisión de 1985.

## Principales acontecimientos artísticos
- 1985: XXIX Festival de la Canción de Eurovisión

## Principales acontecimientos deportivos
- 1971: Campeonato Mundial de Patinaje de Velocidad sobre Hielo
- 1972: Campeonato Europeo de Patinaje Artístico
- 1973: Campeonato Mundial de Esgrima
- 1974: Campeonato Europeo de Atletismo en Pista Cubierta
- 1976: Campeonato Mundial de Patinaje Artístico
- 1973: Campeonato Mundial de Lucha
- 1980: Campeonato Europeo de Patinaje Artístico
- 1981: Campeonato Mundial de Hockey sobre Hielo Masculino
- 1984: Campeonato Europeo de Atletismo en Pista Cubierta, Campeonato Mundial de Patinaje de Velocidad sobre Hielo
- 1985: Campeonato Europeo de Patinaje Artístico
- 1989: Campeonato Mundial de Hockey sobre Hielo Masculino, Campeonato Mundial de Voleibol
- 1993: Campeonato Mundial de Balonmano Masculino
- 1994: Campeonato Mundial de Patinaje de Velocidad sobre Hielo
- 1995: Campeonato Mundial de Hockey sobre Hielo Masculino
- 1997: Campeonato Mundial de Natación en Piscina Corta
- 2002: Campeonato Mundial de Hockey sobre Hielo Masculino, Campeonato Europeo de Balonmano Masculino
- 2003: Campeonato Mundial de Patinaje de Velocidad sobre Hielo, Campeonato Europeo de Baloncesto Masculino
- 2008: Campeonato Mundial de Patinaje Artístico
- 2011: Campeonato Mundial de Balonmano Masculino
- 2013: Campeonato Europeo de Atletismo en Pista Cubierta